# Льюистон (Айдахо)
Лью́истон (англ. Lewiston) — окружной центр и крупнейший город округа Нез-Перс, штат Айдахо, США, а также столица территории Айдахо в 1863—1865 годы. Льюистон является вторым по величине городом в северном Айдахо после Кер-д‘Алена.

## История
Первыми европейцами, посетившими место, на котором впоследствии был основан город, были члены неудачной экспедиции 1803 года под руководством Дэвида Томсона. Целью этой экспедиции было основание пушных факторий. В 1805 и 1806 годах это место посещали члены экспедиции Льюиса и Кларка. Они обнаружили поселения коренных американских племён не-персе.
Непосредственно город Льюистон был основан в 1861 году в период золотой лихорадки, начавшейся годом ранее в городе Пирс. Город был назван в честь Мериуэзера Льюиса. Двумя годами позже, в 1863 году, Льюистон был назначен столицей организованной в 1863 году территории Айдахо. В таком статусе город пробыл лишь два года, и в 1865 году, с перемещением золотой лихорадки на юго-запад Айдахо, столица была перенесена в город Бойсе, где остаётся и поныне.

## Описание
Льюистон расположен на пересечении текущей на север реки Снейк и текущей на запад — Клируотер. Река Снейк образует естественную границу города со штатом Вашингтон и в частности с городом Кларкстон. Рельеф Льюистона неравномерен: колебания в высоте достигают более 200 метров — от 232 метров до 430 метров в южной части города. На северо-западе Льюистона, в месте перехода реки Снейк в штат Вашингтон расположена самая низкая точка штата Айдахо, высотой 232 метра. Площадь города составляет 44,5 км², из которых 1,8 км² (4,0 %) занято водной поверхностью. В Льюистоне одна из самых высоких средних температур по штату. Частично это обусловлено поступлением влажного морского воздуха по ущелью реки Колумбия. Через Льюистон проходят автомагистрали  US 12,  US 95 и  SH-128. Город обеспечен аэропортом окружного значения, обслуживающим примерно 70 000 пассажиров в год (на 2007 год — 69 726 пассажиров). В Льюистоне располагается наиболее углублённый в северо-западную часть США порт: расстояние от порта до устья реки Колумбия, в которую впадает река Снейк, составляет 465 миль (примерно 748 километров).
На 2010 год население Льюистона составляло 31 894 человек, а население всей агломерации — 57 961 человек. Плотность населения составляет 683 чел./км². Средний возраст жителей — 39 лет и 11 месяцев. Половой состав населения: 49,2 % — мужчины, 50,8 % — женщины. Расовый состав населения по данным на 2010 год:
- белые — 93,9 %;
- чернокожие — 0,3 %;
- индейцы — 1,7 %;
- азиаты — 0,8 %;
- океанийцы — 0,1 %;
- две и более расы — 2,4 %.

На 2009 год среднегодовой доход на домашнее хозяйство был равен $40 952.
|                                                             | \| Климатограмма Льюистона \| Климатограмма Льюистона \| Климатограмма Льюистона \| Климатограмма Льюистона \| Климатограмма Льюистона \| Климатограмма Льюистона \| Климатограмма Льюистона \| Климатограмма Льюистона \| Климатограмма Льюистона \| Климатограмма Льюистона \| Климатограмма Льюистона \| Климатограмма Льюистона \| \| ----------------------------------------------------------- \| ----------------------- \| ----------------------- \| ----------------------- \| ----------------------- \| ----------------------- \| ----------------------- \| ----------------------- \| ----------------------- \| ----------------------- \| ----------------------- \| ----------------------- \| \| Я \| Ф \| М \| А \| М \| И \| И \| А \| С \| О \| Н \| Д \| \| 27.4 6 −1 \| 20.6 8 −1 \| 29.2 13 2 \| 33.5 17 4 \| 40.9 22 8 \| 31.5 26 12 \| 16.8 32 16 \| 17.5 32 15 \| 17.0 26 11 \| 24.4 17 5 \| 30.0 9 1 \| 24.6 4 −2 \| \| Температура в °C • Сумма осадков в мм Источник: weather.com \| \| \| \| \| \| \| \| \| \| \| \| |           |           |           |            |            |            |            |           |          |           |
| Климатограмма Льюистона                                     | |           |           |           |            |            |            |            |           |          |           |
| Я                                                           | Ф | М         | А         | М         | И          | И          | А          | С          | О         | Н        | Д         |
| 27.4 6 −1                                                   | 20.6 8 −1 | 29.2 13 2 | 33.5 17 4 | 40.9 22 8 | 31.5 26 12 | 16.8 32 16 | 17.5 32 15 | 17.0 26 11 | 24.4 17 5 | 30.0 9 1 | 24.6 4 −2 |
| Температура в °C • Сумма осадков в мм Источник: weather.com | |           |           |           |            |            |            |            |           |          |           |

Основными производственными отраслями в Льюистоне является производство сельхозпродукции, бумаги и древесины, осуществляемое компанией «Clearwater Paper».
В Льюистоне расположен Государственный Колледж Льюиса-Кларка, в котором проходят обучение около 3500 студентов. Также в Льюистоне есть три средних и семь начальных школ.

### Данные по динамике численности населения
- Moffatt, Riley. Population History of Western U.S. Cities & Towns, 1850—1990. Lanham: Scarecrow, 1996, 95.